# Azazel (Roman)
Azazel (arabisch عزازيل, DMG ʿAzāzīl) ist ein Roman von Youssef Ziedan, der 2008 im ägyptisch-libanesischen Verlag Dār al-Schurūq veröffentlicht wurde. Er spielt im fünften Jahrhundert n. Chr. in Oberägypten, Alexandria und Syrien und thematisiert die auf die Christianisierung des byzantinischen Reiches und das Konzil von Chalcedon folgenden Konflikte zwischen der Reichskirche, den altorientalischen Kirchen sowie dem sich im Niedergang befindlichen Heidentum aus der Sicht des vom titelgebenden Dämon Azazel geplagten Mönches Hypa.
Der Roman gewann 2009 den International Prize for Arabic Fiction und wurde 2011 von Larissa Bender ins Deutsche übersetzt. Die englische Übersetzung wurde 2012 mit dem Anobii First Book Award des Edinburgh International Book Festivals ausgezeichnet.

## Handlung und Struktur
Der Roman gibt vor, die bloße Übersetzung einer Sammlung von dreißig nahe Aleppo aufgefundenen spätantiken Pergamenten zu sein, ursprünglich verfasst von einem aus dem ägyptischen Achmim stammenden Mönch namens Hypa. Diese Pergamente umfassen biographische Notizen, emotionale Szenen aus dem gedanklichen Innenleben des Protagonisten und dessen Konflikt mit dem „Dämonen“ Azazel, sowie theologische und philosophische Reflexionen, die scheinbar frei assoziiert werden.
Hypa wird darin Zeuge zahlreicher prägender Ereignisse seiner Zeit, insbesondere des konzertierten Mordanschlags gegen die heidnische Denkerin Hypatia, und begegnet bedeutenden Persönlichkeiten wie Nestorius, mit dem er eine Reihe von Gesprächen führt, in denen sich die zeitgenössischen theologischen Konflikte, aber auch die seelischen Konflikte des Protagonisten spiegeln. Immer wieder stellt er auch die Motivation hinter der Niederschrift dieser Gedanken und Erlebnisse in Frage. Zweifel und Selbstzweifel bestimmen den Grundton des Werkes: „Ich bin ein Zweifel im Zweifel“, schreibt Hypa über sich selbst.

## Rezeption und politische Kontroverse
Der Roman erhielt zahlreiche positive Kritiken, die vor allem die sprachmächtige und gut konstruierte Darstellung lobten, wurde jedoch auch zum Inhalt einer politischen Kontroverse. Vor allem die Darstellung der Ermordung der neuplatonistischen Gelehrtin Hypatia durch einen Mob fanatisierter Christen in Alexandria brachte ihm den Vorwurf ein, Hass gegen Christen zu schüren. Gleichzeitig rief er jedoch auch die Ablehnung durch konservative muslimischer Geistliche und Islamisten hervor, die verstanden, dass Gegenstand der Kritik des Romans nicht eigentlich die koptische Kirche, sondern religiöser Dogmatismus und Extremismus sowie engstirnige Autoritätshörigkeit insgesamt war.
Anlässlich der Übersetzung ins Deutsche bemängelte Stefan Weidner, der Roman nehme sich selbst zu ernst, vor allem bleibe die Hauptfigur aufgrund ihrer völligen Ironiefreiheit zu blass. Andreas Pflitsch hingegen sieht in Hypa dennoch eine „hochsympathische Figur mit großem moralischen Anspruch und mindestens ebenso großen menschlichen Schwächen“.